# Liste des présidents de la république de Corée
Pour un article plus général, voir Président de la république de Corée.
Dans ce nom coréen, le nom de famille précède le nom personnel.
Cet article dresse la liste des présidents de la république de Corée, depuis la fondation de celle-ci en 1948.
Le mandat présidentiel est de cinq ans depuis 1988. Auparavant, il est de quatre ans de 1948 à 1972, de six ans de 1972 à 1981 et de sept ans de 1981 à 1988. Depuis 1981, le président n'est pas éligible à sa réélection. Le président doit être un citoyen sud-coréen, âgé d'au moins 40 ans et résidant en Corée du Sud depuis 5 ans.
L'actuel titulaire est Yoon Suk-yeol (Pouvoir au peuple) depuis le 10 mai 2022, à la suite de sa victoire lors de l'élection présidentielle du 9 mars 2022. Après avoir déclaré la loi martiale le 3 décembre 2024, il est destitué par l'Assemblée nationale le 14 novembre. Ses pouvoirs restent suspendus jusqu'à ce qu'une décision de la Cour constitutionnelle confirme ou rejette la destitution. Le Premier ministre exerce dans un premier temps la fonction par intérim. Cependant, le Premier ministre Han Duck-soo est lui-même destitué le 27 décembre 2024 et remplacé par le vice-Premier ministre Choi Sang-mok. Han Duck-soo est rétabli dans ses fonctions par la Cour constitutionnelle le 24 mars 2025, après que cette dernière ait rejetée sa destitution. Le 4 avril 2024, la Cour décide de destituer Suk-yeol, Han Duck-soo demeure président par intérim.

## Liste des titulaires
| N°                                                               | Portrait                        | Titulaire (Naissance-mort)                      | Élection                        | Mandat                          | Mandat                          | Mandat                          | Parti politique                 | Parti politique                                             |
| N°                                                               | Portrait                        | Titulaire (Naissance-mort)                      | Élection                        | Début                           | Fin                             | Durée                           | Parti politique                 | Parti politique                                             |
| Première République (1948-1960)                                  | Première République (1948-1960) | Première République (1948-1960)                 | Première République (1948-1960) | Première République (1948-1960) | Première République (1948-1960) | Première République (1948-1960) | Première République (1948-1960) | Première République (1948-1960)                             |
| ---------------------------------------------------------------- | ------------------------------- | ----------------------------------------------- | ------------------------------- | ------------------------------- | ------------------------------- | ------------------------------- | ------------------------------- | ----------------------------------------------------------- |
| 1                                                                | Syngman Rhee                    | Syngman Rhee 이승만 李承晩 (1875-1965)          | 1948 1952 1956 03/1960          | 24 juillet 1948                 | 26 avril 1960 (démission)       | 11 ans, 9 mois et 2 jours       |                                 | Association nationale Parti libéral                         |
| —                                                                | Ho Chong                        | Ho Chong (en) 허정 許政 (1896-1988)             | intérim                         | 26 avril 1960                   | 15 juin 1960                    | 1 mois et 20 jours              |                                 | Indépendant                                                 |
| Deuxième République (1960-1961) puis junte militaire (1961-1963) |                                 |                                                 |                                 |                                 |                                 |                                 |                                 |                                                             |
| —                                                                | Kwak Sang-hoon                  | Kwak Sang-hoon (en) 백낙준 白樂濬 (1896-1980)   | intérim                         | 16 juin 1960                    | 23 juin 1960                    | 7 jours                         |                                 | Parti démocrate                                             |
| —                                                                | Ho Chong                        | Ho Chong (en) 허정 許政 (1896-1988)             | intérim                         | 23 juin 1960                    | 7 août 1960                     | 1 mois et 15 jours              |                                 | Indépendant                                                 |
| —                                                                | Baek Nak-jun                    | Baek Nak-jun (en) 백낙준 白樂濬 (1895-1980)     | intérim                         | 8 août 1960                     | 12 août 1960                    | 4 jours                         |                                 | Indépendant                                                 |
| 2                                                                | Yun Po-sun                      | Yun Po-sun 윤보선 尹潽善 (1897-1990)            | 08/1960                         | 13 août 1960                    | 24 mars 1962 (démission)        | 1 an, 7 mois et 11 jours        |                                 | Parti démocrate Nouveau Parti démocrate                     |
| —                                                                | Park Chung Hee                  | Park Chung Hee 박정희 朴正熙 (1917-1979)        | Coup d'État                     | 24 mars 1962                    | 16 décembre 1963                | 1 an, 8 mois et 22 jours        |                                 | Militaire                                                   |
| Troisième République (1963-1972)                                 |                                 |                                                 |                                 |                                 |                                 |                                 |                                 |                                                             |
| 3                                                                | Park Chung Hee                  | Park Chung Hee 박정희 朴正熙 (1917-1979)        | 1963 1967 1971                  | 17 décembre 1963                | 26 décembre 1972                | 9 ans et 9 jours                |                                 | Parti démocratique républicain                              |
| Quatrième République (1972-1981)                                 |                                 |                                                 |                                 |                                 |                                 |                                 |                                 |                                                             |
| (3)                                                              | Park Chung Hee                  | Park Chung Hee 박정희 朴正熙 (1917-1979)        | 1972 1978                       | 26 décembre 1972                | 26 octobre 1979 (assassiné)     | 6 ans et 10 mois                |                                 | Parti démocratique républicain                              |
| 4                                                                | Choi Kyu-ha                     | Choi Kyu-ha 최규하 崔圭夏 (1919-2006)           | intérim                         | 26 octobre 1979                 | 6 décembre 1979                 | 9 mois et 21 jours              |                                 | Indépendant                                                 |
| 4                                                                | Choi Kyu-ha                     | Choi Kyu-ha 최규하 崔圭夏 (1919-2006)           | 1979                            | 6 décembre 1979                 | 16 août 1980 (démission)        | 9 mois et 21 jours              |                                 | Indépendant                                                 |
| —                                                                | Park Choong-hoon                | Park Choong-hoon (en) 박충훈 朴忠勳 (1919-2001) | intérim                         | 16 août 1980                    | 31 août 1980                    | 15 jours                        |                                 | Parti démocratique républicain                              |
| 5                                                                | Chun Doo-hwan                   | Chun Doo-hwan 전두환 朴正熙 (1931-2021)         | 1980                            | 1er septembre 1980              | 24 février 1981                 | 5 mois et 23 jours              |                                 | Indépendant                                                 |
| Cinquième République (1981-1987)                                 |                                 |                                                 |                                 |                                 |                                 |                                 |                                 |                                                             |
| (5)                                                              | Chun Doo-hwan                   | Chun Doo-hwan 전두환 朴正熙 (1931-2021)         | 1981                            | 25 février 1981                 | 24 février 1988                 | 6 ans, 11 mois et 30 jours      |                                 | Parti de la justice démocratique                            |
| Sixième République (depuis 1987)                                 |                                 |                                                 |                                 |                                 |                                 |                                 |                                 |                                                             |
| 6                                                                | Roh Tae-woo                     | Roh Tae-woo 노태우 盧泰愚 (1932-2021)           | 1987                            | 25 février 1988                 | 24 février 1993                 | 4 ans, 11 mois et 30 jours      |                                 | Parti de la justice démocratique Parti libéral démocratique |
| 7                                                                | Kim Young-sam                   | Kim Young-sam 김영삼 金泳三 (1927-2015)         | 1992                            | 25 février 1993                 | 24 février 1998                 | 4 ans, 11 mois et 30 jours      |                                 | Parti démocrate libéral Parti de la nouvelle Corée          |
| 8                                                                | Kim Dae-jung                    | Kim Dae-jung 김대중 金大中 (1925-2009)          | 1997                            | 25 février 1998                 | 24 février 2003                 | 4 ans, 11 mois et 30 jours      |                                 | Congrès national Parti démocrate Indépendant                |
| 9                                                                | Roh Moo-hyun                    | Roh Moo-hyun 노무현 盧武鉉 (1946-2009)          | 2002                            | 25 février 2003                 | 24 février 2008                 | 4 ans, 11 mois et 30 jours      |                                 | Parti démocrate Indépendant Parti Uri Indépendant           |
| 10                                                               | Lee Myung-bak                   | Lee Myung-bak 이명박 李明博 (né en 1941)        | 2007                            | 25 février 2008                 | 24 février 2013                 | 4 ans, 11 mois et 30 jours      |                                 | Grand parti national Parti Saenuri                          |
| 11                                                               | Park Geun-hye                   | Park Geun-hye 박근혜 朴槿惠 (née en 1952)       | 2012                            | 25 février 2013                 | 10 mars 2017 (destituée)        | 4 ans et 13 jours               |                                 | Parti Saenuri Parti de la liberté                           |
| —                                                                | Hwang Kyo-ahn                   | Hwang Kyo-ahn 황교안 黃敎安 (né en 1957)        | intérim                         | 10 mars 2017                    | 9 mai 2017                      | 1 mois et 29 jours              |                                 | Indépendant                                                 |
| 12                                                               | Moon Jae-in                     | Moon Jae-in 문재인 文在寅 (né en 1953)          | 2017                            | 10 mai 2017                     | 10 mai 2022                     | 5 ans                           |                                 | Parti démocrate                                             |
| 13                                                               | Yoon Seok-youl                  | Yoon Suk-yeol 윤석열 尹錫悅 (né en 1960)        | 2022                            | 10 mai 2022                     | 4 avril 2025 (destitué)         | 2 ans, 10 mois et 25 jours      |                                 | Pouvoir au peuple                                           |
| —                                                                | Han Duck-soo                    | Han Duck-soo (né en 1949)                       | intérim                         | 4 avril 2025                    | 1er mai 2025                    | 27 jours                        |                                 | Indépendant                                                 |
| —                                                                | Han Duck-soo                    | Lee Ju-ho (né en 1961)                          | intérim                         | 2 mai 2025                      | 4 juin 2025                     | 1 mois et 2 jours               |                                 | Indépendant                                                 |
| 14                                                               | Lee Jae-myung                   | Lee Jae-myung (né en 1961)                      | 2025                            | 4 juin 2025                     | en cours                        | 16 jours                        |                                 | Parti démocrate                                             |

## Longévité

### Classement par durée de mandat
| Rang | Nom            | En jours    | En années                  | N° | Dates       | Commentaire                     |
| ---- | -------------- | ----------- | -------------------------- | -- | ----------- | ------------------------------- |
| 1    | Park Chung-hee | 5 792 jours | 15 ans, 10 mois et 9 jours | 3  | 1963-1979   | Meurt en fonction (assassinat). |
| 2    | Syngman Rhee   | 4 294 jours | 11 ans, 9 mois et 2 jours  | 1  | 1948-1960   | Démissionne.                    |
| 3    | Chun Doo-hwan  | 2 732 jours | 7 ans, 5 mois et 23 jours  | 5  | 1980-1988   | —                               |
| 4    | Lee Myung-bak  | 1 827 jours | 5 ans                      | 10 | 2008-2013   | —                               |
| 4    | Roh Tae-woo    | 1 827 jours | 4 ans, 11 mois et 30 jours | 6  | 1988-1993   | —                               |
| 6    | Roh Moo-hyun   | 1 826 jours | 5 ans                      | 9  | 2003-2008   | —                               |
| 6    | Kim Young-sam  | 1 826 jours | 5 ans                      | 7  | 1993-1998   | —                               |
| 6    | Kim Dae-jung   | 1 826 jours | 5 ans                      | 8  | 1998-2003   | —                               |
| 6    | Moon Jae-in    | 1 826 jours | 5 ans                      | 12 | 2017-2022   | —                               |
| 10   | Park Geun-hye  | 1 474 jours | 4 ans et 13 jours          | 11 | 2013-2017   | Destituée par le Parlement.     |
| 11   | Yoon Suk-yeol  | 1 060 jours | 2 ans, 10 mois et 25 jours | 13 | 2022-2025   | Destitué par le Parlement.      |
| 12   | Yun Po-sun     | 586 jours   | 1 an, 7 mois et 9 jours    | 2  | 1960-1962   | Démissionne.                    |
| 13   | Choi Kyu-ha    | 295 jours   | 9 mois et 21 jours         | 4  | 1979-1980   | Démissionne.                    |
| 14   | Lee Jae-myung  | 16 jours    | 16 jours                   | 14 | depuis 2025 | —                               |